# い号作戦
い号作戦（いごうさくせん）とは、日本海軍が1943年（昭和18年）4月7日から15日にかけて南東方面艦隊（第十一航空艦隊、基地航空部隊）と第三艦隊（機動部隊）所属の艦載機により、ガダルカナル島やニューギニア島南東部のポートモレスビー、オロ湾、ミルン湾に対して空襲を行った作戦である。4月7日に実施された空襲は、大本営発表によってフロリダ沖海戦と呼称された。作戦名はいろは順の最初の文字にあやかって付けられた。
作戦終了後の4月18日、一式陸上攻撃機に搭乗して最前線の視察にむかった連合艦隊司令長官山本五十六大将は、ブーゲンビル島上空で乗機を撃墜されて戦死した（海軍甲事件）。

## 背景

### ニューギニア方面
1942年（昭和17年）12月31日、日本軍指導部（昭和天皇、大本営陸軍部/参謀本部、大本営海軍部/軍令部）はガダルカナル島（以下ガ島と省略）からの撤収と、ニューギニア島東北部に作戦重点を転換することを決定した。1943年（昭和18年）1月4日の大陸命第732号・同733号、大海令第23号により南太平洋方面作戦陸海軍中央協定がむすばれ、ここに日本陸軍と日本海軍はガ島撤退作戦とニューギニア作戦強化の方向で動き出した。
2月初旬、日本軍はケ号作戦を発動し、ガ島から撤収した。既述のように、大本営陸海軍部はガ島撤収前から作戦重点をニューギニア方面に指向していた。1943年3月に発令された第三段作戦帝国海軍方針と、同時期に日本陸軍との間に取り決められた陸海軍中央協定で、春以降の作戦方針としてニューギニア方面を重視していくことを確認した。ラバウルに司令部を置く第八方面軍（司令官今村均陸軍中将）はニューギニア方面作戦に懐疑的・消極的だったが、大本営陸軍部は方面軍の懸念を押し切る形でラエ、サラモア方面に対する攻勢を指導した。これにより南東方面の日本陸海軍（第八方面軍、南東方面艦隊〈第十一航空艦隊、第八艦隊〉）は、輸送船8隻・駆逐艦8隻による陸軍51師団のラバウル～ラエ・サラモア輸送作戦「第八十一号作戦」を策定した。対空直衛として、日本陸海軍航空隊約200機が集められた。
当時、南東方面の日本陸軍と日本海軍の間には問題があった。連合艦隊と第八方面軍の関係は険悪で、ラバウルの南東方面艦隊（司令長官草鹿任一中将）と第八方面軍の関係も険悪であった。現地を視察した軍令部作戦課長山本親雄大佐は「南東方面艦隊は第八方面軍司令部に対して全然信頼していない。あれではニューギニア作戦も覚束ないであろう。道路は何等着手していないし、ニューギニアに対する認識不足であり、中央も楽観しすぎている」と報告した。2月20日、第八方面軍の今村司令官はトラック泊地の戦艦大和に連合艦隊司令長官山本五十六大将を訪ね、南東方面における陸海軍協同作戦について懇談している。日本陸海軍の戦闘機が護衛するとはいえ、第八方面軍は不安を抱えたまま「全般的作戦の要請上断固として」やむをえず第八十一号作戦を決行した。3月3日、日本軍輸送船団はダンピール海峡で連合軍の大規模空襲を受け、輸送船8隻と駆逐艦4隻沈没という大損害を受けて作戦中止に至った（ビスマルク海海戦）。
ビスマルク海海戦の結果は、昭和天皇を含め日本陸海軍各部に多大なる衝撃をもたらした。大本営陸海軍部は直ちに対応を協議したが、あくまでニューギニア方面重視の方針は堅持することになった。敵制空権下での輸送は困難を極め、重要問題となる。大本営の合同研究には「五　第一段作戦の結論（1）前述の敵情判断による敵航空の優勢と地上三師団の攻勢に対して、マダン〜ラエ道の完成する八月頃迄わが軍は何んとかしてラエ、サラモアを確保しなければならないが、これは一に補給の確保にある。／（2）航空作戦はこの際防勢では駄目、こちらはラビ〜ブナ間の敵輸送路を攻撃する。これを叩けば敵の突進力はなくなる。」との項目がある。軍令部作戦課長山本親雄大佐によれば「い号作戦について軍令部から指示した記憶はない。八十一号作戦ラエ輸送の全滅は「い」号作戦決行の一つの動機になったと思う」という。
3月22日、日本陸海軍は「南東方面作戦陸海軍中央協定」を結び、陸軍は同日付で大陸指第1465号を、海軍は25日に第三段作戦方針指示と大海指第213号をもってニューギニア方面・ソロモン諸島方面に対する新規作戦方針を示した。その中には、航空機に関して「南東方面艦隊司令長官ノ指揮スル大約左ノ兵力(中略)状況ニ依リ母艦飛行機ヲ転用増強スルコトアリ」の項がある。この新陸海軍中央協定では「陸海軍真ニ一体トナリ両軍ノ主作戦ヲ先ツ「ニューギニヤ」方面ニ指導シ該方面ニ於ケル作戦根拠ヲ確立ス　此ノ間「ソロモン」群島及「ビスマルク」諸島方面ニ於テハ防御ヲ強化シテ現占領要域ヲ確保シ来攻スル敵ヲ随時撃破ス」と謳い、陸海軍航空兵力の統一指揮についても言及および研究がおこなわれていたが、実現しなかった。
3月下旬、大本営陸海軍部は第八方面軍参謀長加藤鑰平陸軍中将、連合艦隊参謀長宇垣纏海軍中将、南東方面艦隊参謀長中原義正海軍少将等を東京に招致し、現地の意見を聞くとともに中央の作戦方針を示した。3月26日には、昭和天皇が大本営会議に臨御している。

### ソロモン方面
日本陸海軍はガダルカナル島撤退後のソロモン諸島防衛線をどこに置くかで意見が対立し、ブーゲンビル島などの北部ソロモン諸島は日本陸軍の担任、ニュージョージア諸島やサンタイサベル島などの中部ソロモン諸島は日本海軍の担任という方針で妥協した。だがソロモン諸島の防衛姿勢はいまだ陸海軍間で一致せず、折衝が続いた。
中部ソロモン地区強化のため、日本海軍は従来より駆逐艦による輸送作戦を実施していた。既に制空権は連合軍側に渡っていたため、その傘の元に連合軍艦艇の行動も活発化した。その結果ニュージョージア島ムンダ地区、コロンバンガラ島ビラ地区は3月5日、連合軍艦船により艦砲射撃を受け、同日コロンバンガラ島へ輸送作戦を実施していた日本海軍駆逐艦2隻は、メリル少将率いる任務部隊に襲撃され、全滅する事態となった（ビラ・スタンモーア夜戦）。この頃、南東方面の日本海軍基地航空部隊は練度低下、器材搭乗員の損耗ともに激しく、夜間少数機で行っていた陸攻の夜間爆撃すら実施困難となり、十一航艦の水偵がそれを肩代わりする事態に陥っていた。
2月14日にアメリカ陸軍航空隊や海兵隊航空隊の航空機からなる戦爆連合がブーゲンビル島のカヒリを攻撃し、日本海軍の航空隊が迎撃したが、日本軍は戦闘機一機の損害だったのに対してアメリカ軍は10機を被撃墜され、セントバレンタインデーの虐殺（"Saint Valentine's Day Massacre"）と呼ばれる被害を出した。4月3日未明、ニューアイルランド島のカビエン港がアメリカ軍の空襲を受け、日本側は第八艦隊の重巡洋艦青葉が大破して擱坐、駆逐艦文月が中破するなどの被害をうけた。
一方連合軍は南部ソロモン諸島（ガ島、フロリダ諸島、ルッセル諸島）および東部ニューギニアのブナ地区を手中にしていた。この方面より発進する連合軍戦闘機と爆撃機は、ムンダ方面、ラエ、サラモア方面を連日のように空襲し、ソロモン諸島方面ではニュージョージア島より南、ニューギニア方面ではダンピール海峡地区より南の制空権を掌握するに至った。3月下旬、連合軍はカートホイール作戦を発令し、南東方面での反攻に出ようとしていた。3月から4月上旬にかけてガ島には米軍の輸送船や艦船が頻繁に入泊し、日本軍は米軍が近くソロモン諸島で攻勢に出るかもしれぬと懸念していた。

## 計画

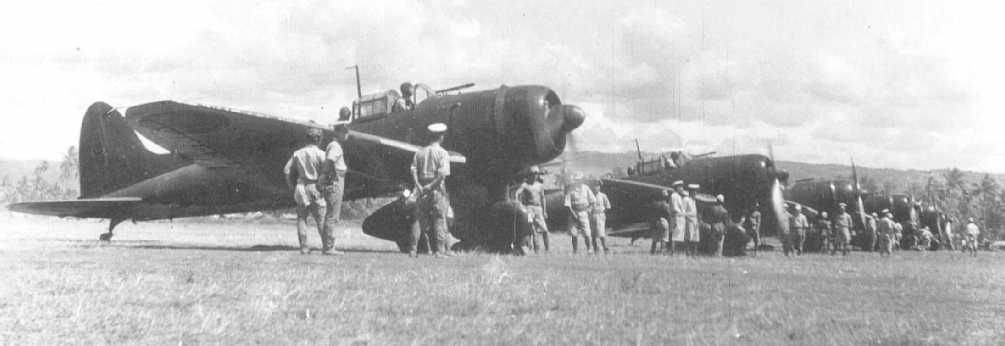
い号作戦時の隼鷹艦爆隊、ブナカナウ基地。

連合艦隊が母艦飛行機隊を陸上基地で大規模に運用する構想については、ガダルカナル島撤収作戦（ケ号作戦、1943年1月下旬）後の連合艦隊の作戦指導構想の中にすでに見えている。ただしこの時点では投入兵力は一航戦のみであり、攻撃目標も敵機動部隊を想定していた。また、「い号作戦」そのものの構想が固められた時期について戦史叢書では、1月に大本営海軍部（軍令部）より提案された昭和18年度帝国海軍戦時編制案について、連合艦隊が2月25日に回答した中に次期作戦についての言及があり、この次期作戦が「い号作戦」を指すのではないかと推測、そこから遅くとも2月中旬頃には作戦に関する構想は固まっていたのではないかとしている。
作戦を計画するにあたり、軍令部からの直接の作戦指導はなく、ろ号作戦時のような現地部隊からの増援要請も無く、連合艦隊が独自に立案し実行されたものだった。連合艦隊戦務参謀渡辺安次の回想によれば、「八一号作戦」以前から一度敵の出鼻を挫こうという考えがあり、同作戦の失敗によってその時期を繰り上げたという。また、この作戦は初めから荒ごなしのつもりであり、母艦飛行機隊保全の観点からそうなったという。戦務参謀である渡辺は「ケ号作戦」とニューギニア方面の輸送作戦を担当していたが、い号作戦は航空参謀である樋端久利雄が担当した。
第三艦隊作戦参謀長井純隆の回想によれば、「第三艦隊母艦機を南東方面に使うことについて連合艦隊と第三艦隊司令部幕僚間では、相当の論争があったように記憶している。三艦隊側は反対意見であった。しかしこの問題が司令部上層までに及んで論議されたことは聞いていない。おそらく山本長官自ら発案し、小澤第三艦隊司令長官に直接了解を得られたものと思う。」という。また、軍令部第一部第一課員の佐薙毅は、軍令部総長が「ケ号作戦」後「ガ島攻撃を実施する」と発言した事を天皇が取り上げ、その後一向にやらんではないかと問われており、その事が少なからず作戦の実施に影響を与えたのではないかと推測している。
第八方面軍側の記録によれば、3月中旬に今度の作戦方針を研究した際に「ラエ維持で合意」「（連合艦隊の藤井参謀、渡辺参謀より）聯合艦隊は第八艦隊の飛行機を増加しニューギニア北岸に対する敵の船団を撃破しその進攻を阻止するという企図をもっている」との説明があったという。3月18日には、軍令部の山本祐二中佐が大本営陸軍部に海軍側の意見を伝えた際に「なお聯合艦隊はソロモンおよびニューギニア海域の敵の蠢動はなはだしいので第三艦隊でこれを掃蕩する予定である。」と述べている。3月26日、大本営陸海軍部・連合艦隊・南東方面艦隊の懇談席上、宇垣連合艦隊参謀長は「南東方面現状打開の方策として母艦空母を一時機(約二十日間)ラバウル方面に集中して圧倒的作戦を実施する。」と説明した。
このように作戦立案に関する経緯が現在も不透明な部分が多いのは、作戦終了後、作戦立案の中心的人物であった山本五十六が戦死していることや、当時連合艦隊参謀長であった宇垣纒の記した『戦藻録』の1943年1月1日から4月2日までの記述が戦後紛失してしまっていることも影響している。
宇垣纏の口述書によれば、作戦を決意したのは3月の中旬であり、その目的は以下のようであった。
- ソロモンおよび東部ニューギニアの敵船団、航空兵力を撃破しその反攻企図を妨げる。
- 同地域の急迫する補給輸送を促進し、戦力の充実を図り部隊の強化を実現すること

作戦の実施時期については、内地において訓練中だった第二航空戦隊のトラック泊地進出を待って開始された。また、作戦指揮に関して第三艦隊（小沢機動部隊）と基地航空部隊である第十一航空艦隊を統一して指揮する必要があり、これまでの慣例では先任にあたる十一航艦の司令長官草鹿任一海軍中将（海軍兵学校、海兵37期。南東方面艦隊司令長官兼務）が統一指揮をとることになるのだが、母艦飛行機隊の指揮を基地航空部隊の指揮官に任せて必要以上に消耗させたくないという第三艦隊（司令長官小沢治三郎海軍中将、海兵37期）の意向もあり、連合艦隊司令長官である山本五十六大将が統一指揮をとることになった。4月2日午前8時、小沢中将は一式陸上攻撃機に搭乗し、母艦飛行機部隊を率いてトラック泊地を出発する。同日午後1時30分、ニューブリテン島ラバウルに到着した。
4月3日、連合艦隊司令部は飛行艇2機に分乗してトラック泊地からラバウルに移動し、第十一航空艦隊（南東方面艦隊兼務）司令部庁舎に将旗を掲げた。ラバウルに、連合艦隊、第十一航空艦隊（二十一航戦、二十六航戦など）、第三艦隊（一航戦、二航戦）が揃った。

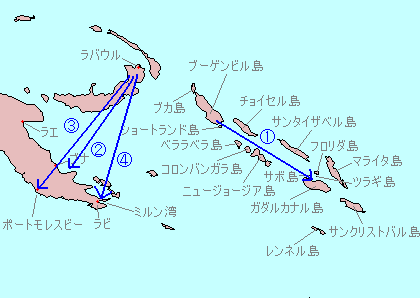
①X攻撃、②Y2攻撃、③Y攻撃、④14日の攻撃

戦史叢書では作戦の概要は以下のようなものだったと推測している。
作戦目的
1. 敵の反攻企図を撃砕、妨圧
2. 補給輸送を促進し、第1線戦力の充実を促進する
3. 現地陸海軍部隊の作戦指導強化

作戦期間
- 第1期　4月5日から4月10日まで、ソロモン方面（X作戦）
- 第2期　4月11日から4月20日まで、ニューギニア方面（Y作戦）

参加兵力
- 第三艦隊[注釈 9]　　　　 第一航空戦隊（翔鶴欠）[注釈 10]、第二航空戦隊[注釈 11]
- 第十一航空艦隊[注釈 12]　 第二十一航空戦隊[注釈 13]、第二十六航空戦隊[注釈 14]

参加兵力の内訳。
- 第一航空戦隊　　　瑞鶴（零式艦上戦闘機21型27機、九九式艦上爆撃機11型18機、九七式艦上攻撃機18機、瑞鳳零式艦上戦闘機21型21機
- 第二航空戦隊　　　隼鷹（艦戦27機、艦爆18機）、飛鷹（艦戦27機、艦爆18機、艦攻9機）
- 第二十一航空戦隊　二五三空（艦戦36機、陸偵3機）、七五一空（陸攻36機）
- 第二十六航空戦隊　二〇四空（艦戦45機、陸偵6機）、五八二空（艦戦27機、艦爆16機）、七〇五空（陸攻36機）

さらに作戦要領として、敵艦船の攻撃は艦上爆撃機を主用、戦闘機はその掩護にあたるほか制空隊により敵機の制圧、陸上攻撃機隊は敵航空基地攻撃に主用する、などとしている。この基本計画に従って攻撃予定地や参加部隊などが決められた。
- 攻撃予定地：ガダルカナル島方面（X攻撃）
  - 参加部隊：第三艦隊、第十一航空艦隊
- 攻撃予定地：ポートモレスビー（Y攻撃）
  - 参加部隊：第三艦隊、第十一航空艦隊
- 攻撃予定地：ラビ方面（Y1攻撃）
  - 参加部隊：第十一航空艦隊
- 攻撃予定地：ブナ方面（Y2攻撃）　　　　　　　  　　  
  - 参加部隊：第三艦隊

## 経過

### 4月7日 X攻撃（フロリダ沖海戦）

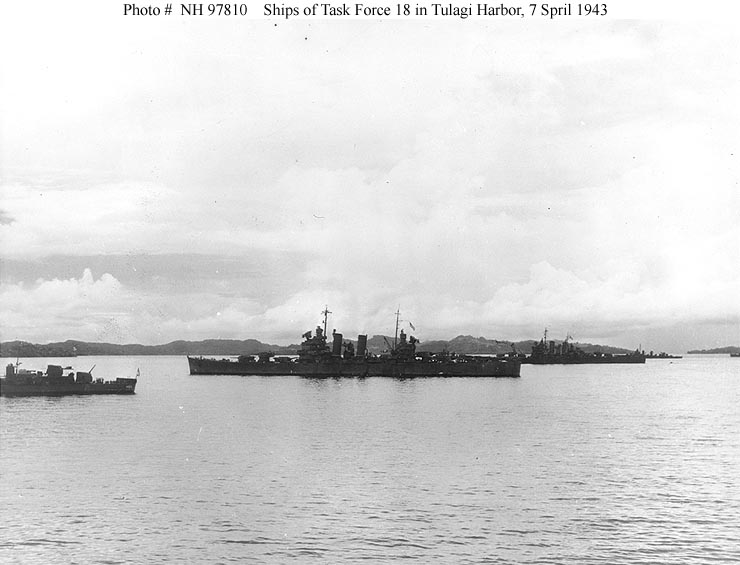
攻撃当日朝のツラギ港。左端が沈没した駆逐艦アーロンワード。

ニューブリテン島ラバウルからガダルカナル島まで零戦が直行するには距離がありすぎたため、母艦戦闘機部隊は中間地点のブーゲンビル島の前進基地（ブイン、バラレ）に展開することになった。さらに戦力を一カ所に集中させると危険であり、また離陸時間を調整するために分散配備を命じられた。母艦航空隊の整備員や物件は一式陸攻により、ブインやバラレに移動する。4月4日から4月6日にかけて天候は不良であった。当初の作戦計画では4月5日攻撃実施予定であったが、天候不良により二度延期される。この間、ポートモレスビーに攻撃目標を変更することも検討されたが準備不足のため結局実施はされず、その稚拙な対応ぶりに宇垣は「度々云ふ事乍ら如何にも計画が一本筋のみの薄ペラなり事にぶつかって始めて変更を考ふ」と日記に記している。
攻撃は結局4月7日に実施され、部隊編成および発進基地は以下の様になった。
- 第一制空隊　二五三空（艦戦21機）　ブカ基地
- 第二制空隊　二〇四空（艦戦27機）　ブカ基地
- 第一攻撃隊　瑞鶴隊（艦戦27機、艦爆17機）、瑞鳳隊（艦戦3機）　ブイン基地
- 第二攻撃隊　五八二空艦爆隊（18機）、瑞鳳隊（艦戦4機）　ブイン基地
  - 五八二空艦戦隊（21機）　バラレ基地発
- 第三攻撃隊　飛鷹艦戦隊（24機）、瑞鳳隊（艦戦6機）　ブイン基地
  - 飛鷹艦爆隊（17機）　バラレ基地発[注釈 16]
- 第四攻撃隊　隼鷹艦爆隊（17機）、瑞鳳隊（艦戦3機）　ブイン基地
  - 隼鷹艦戦隊（21機）　バラレ基地

4月6日の敵通信情報によればガ島付近には艦船約35隻の所在が確認され、同夜ガ島を爆撃した陸攻からもブラク島北東海面に北上する巡洋艦3隻と駆逐艦6隻の発見報告があり、4月7日朝に実施された二五三空の百式司偵による偵察でもツラギ港に巡洋艦2隻、駆逐艦6隻、大型輸送船2隻などを確認、その他ルンガ岬沖、サボ島付近にも敵艦船の存在を認め、前日の敵通信情報が裏付けられた。攻撃隊は9時45分から11時にかけて次々と各飛行場を発進、攻撃隊ごとに空中で合同し総計220機余りが縦深の隊形で目標上空を目指した。
11時25分頃、第一制空隊ガ島上空に突入、続いて15分遅れて発進した第二制空隊もガ島上空に到着、12時30分、五八二空の零戦隊が敵戦闘機と空戦に入る。その後おおよそ13時前後に第一から第四攻撃隊が相次いでガ島上空に到着、第一、第二攻撃隊はツラギ港在泊艦船を攻撃、第三攻撃隊はシーラーク水道付近の輸送船を攻撃、第四攻撃隊はルンガ岬付近の艦船を攻撃した。その直後から制空隊、直掩隊の零戦は迎撃に上がった連合軍のF4F、P-39戦闘機76機と空戦に入り、おおよそ13時40分頃にすべての部隊が戦場を後にした。
また、この攻撃で飛鷹艦爆隊の操縦員として参加していた作家の豊田穣の乗機は撃墜され、その後米軍に救助され、捕虜になった。
- 日本軍の損害　零戦12機、艦爆11機[87]
- 連合軍の損害　駆逐艦「アーロン・ワード」、油槽船「Kanawha」、掃海艇「モア」沈没、至近弾や同士討ちによる損傷艦船複数[88]、戦闘機9機損失[87]

攻撃終了後15時から17時までの間に各部隊は発進基地へ帰着したが、飛鷹艦爆隊の内3機、隼鷹艦爆隊の内1機はコロンバンガラ基地に、隼鷹艦爆隊の内6機はムンダ基地に帰投した。また、連合軍は航空機の写真偵察により日本海軍機の集結を事前に察知しており、これに対応するために使用可能な戦闘機の全てがガ島に集められ、当日は76機の戦闘機（ワイルドキャット36機、コルセア9機、ウォーホーク6機、ライトニング12機、エアラコブラ13機）がサボ島周辺で日本軍の攻撃隊を迎えうち、爆撃機は全て事前にガ島南西端上空へ避退していた。さらに当日の日本軍の攻撃隊の発進もコーストウォッチャーにより逐一動静をつかんでいた。また、この方面には当時第18任務部隊の軽巡ホノルル (USS Honolulu, CL-48) 、ヘレナ (USS Helena, CL-50) 、セントルイス (USS St. Louis, CL-49) 、駆逐艦6隻も在泊していたが、日本軍の接近を察知し、当日予定されていたムンダへの砲撃をキャンセルしインディスペンサブル海峡を南下し避退していた。
9日、大本営海軍部は現地からの報告を元に戦果を発表した。
- 撃沈　巡洋艦1隻、駆逐艦1隻
- 撃墜　37機

なお、この戦闘を大本営海軍部は「フロリダ沖海戦」と呼称した。

### 4月11日 Y2攻撃

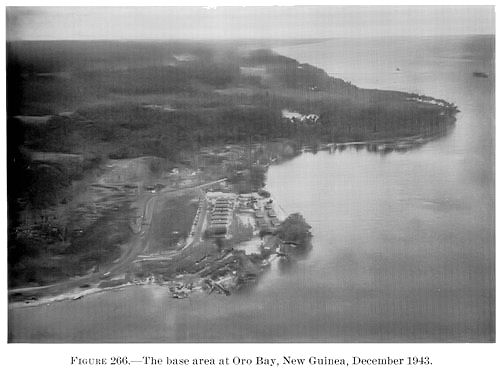
オロ湾、1943年

バラレに展開していた二航戦司令部や母艦航空部隊整備員は、4月8日から9日にかけて一式陸攻に分乗し、ラバウルに戻った。ただちに西ニューブリテン州のスルミに展開することになり、人員や物件は航空便（一式陸攻）で移動した。
予定では4月10日にY攻撃実施となっていたが、前日よりニューブリテン島、スタンレー山脈方面の天候悪化のため、これを延期し、10日以降Y1、Y2攻撃を実施することになった。整備のため1日間をおいて4月11日ブナ方面（オロ湾）攻撃であるY2攻撃が実施された。
部隊編成は以下のようになった。また艦爆隊は各機60キロ爆弾2発装備で出撃した。
- 制空隊　　　瑞鳳隊（零戦15機）[98]
- 第一攻撃隊　瑞鶴隊（零戦27機、艦爆13機）
- 第二攻撃隊　飛鷹隊（零戦21機、艦爆8機）、隼鷹隊（零戦9機）

8時30分から9時にかけてラバウルを発進した攻撃隊は、11時25分から40分にかけてオロ湾およびその南のポートハーヴェイ上空に到着、艦爆隊は在伯中の輸送船を攻撃し、イギリス商船「ハンヤン」に直撃弾2発を与え、他に護衛のオーストラリア海軍の掃海艇「パイリー」と小型の輸送船にも命中弾を与えた。この攻撃に対しP-38およびP-40戦闘機約50機が日本軍を迎え撃ったが、当日迎撃に上がった米陸軍の第8、第49戦闘航空群の戦闘機隊は日本の陸軍航空隊との連日の空戦を経験しているため練度が高く、日本海軍機は撃墜戦果を果たすことができなかった。その後攻撃隊は14時から14時40分にかけて帰着した。
- 日本軍の損害　零戦2機、艦爆4機喪失[97]
- 連合軍の損害　掃海艇（パイリー）1隻、貨物船1隻損傷[100]

### 4月12日 Y攻撃

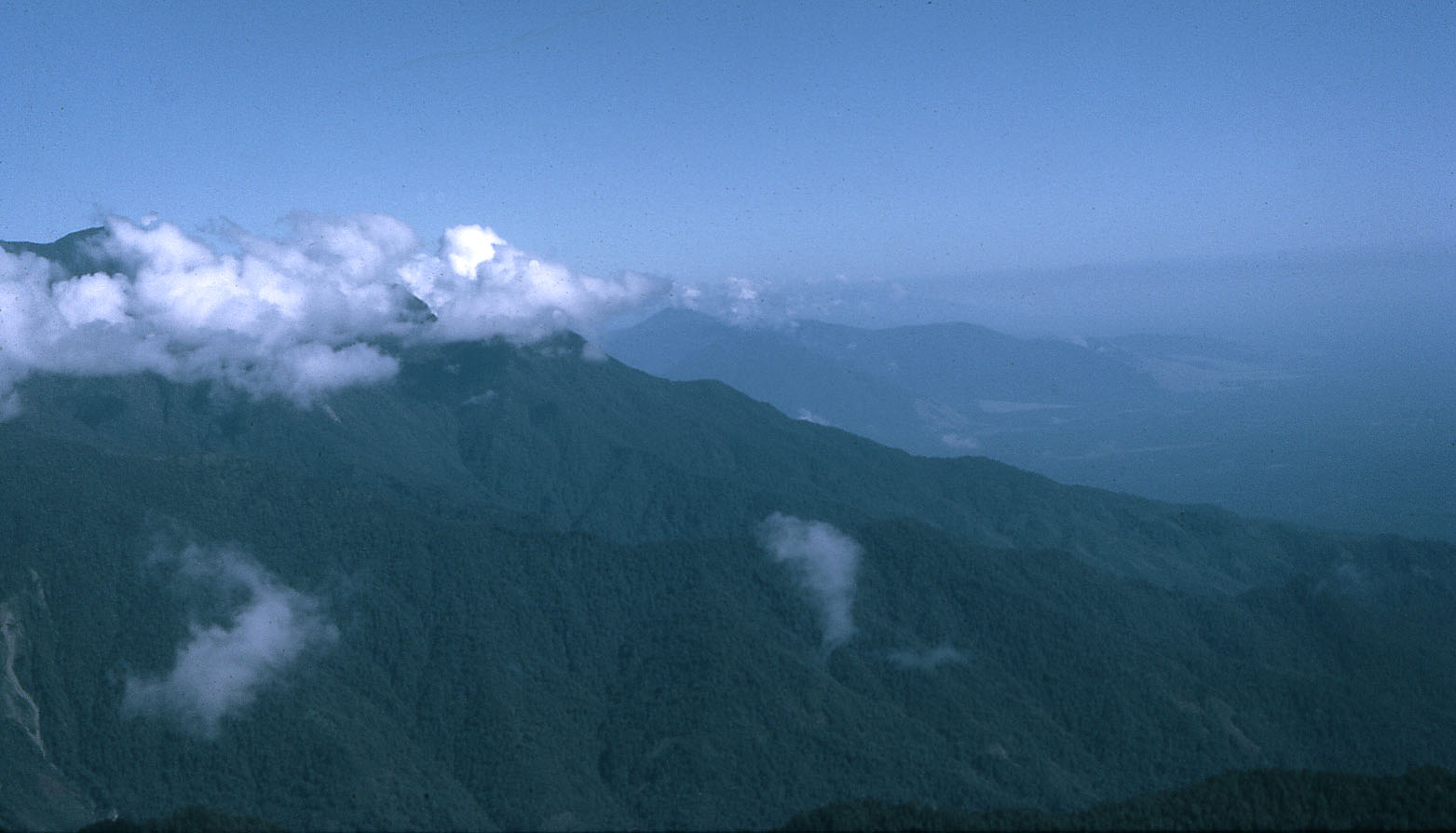
オーエンスタンレー山脈

連合艦隊は11日の天候予想の結果に基づき、12日にY攻撃を実施することを決めた。攻撃直前の偵察も2回に渡り実施し、2回目は進撃路上空の天候偵察に重点が置かれた。これはニューギニア特有の変化の激しい天候と、オーエンスタンレー山脈を越える際の危険性に配慮したものだった。
部隊編成は以下のようになった。
- 制空隊　　　瑞鶴隊（零戦23機）、隼鷹隊（零戦15機）、飛鷹隊（零戦18機）
- 第一攻撃隊　二五三空（零戦18機）、瑞鳳（零戦14機）、七五一空（陸攻18機）
- 第二攻撃隊　二〇四空（零戦24機）、五八二空（零戦20機）、七〇五空（陸攻27機）

今回はラバウル上空で全飛行隊が集合した。第一攻撃隊と第二攻撃隊は約1000メートルの間隔を空けて編隊を組み、その上空500メートルに制空隊を配備して進攻した。攻撃隊は9時ごろポートモレスビー上空の手前から連合軍機44機の邀撃を受け、その後9時25分頃から爆撃開始、おおよそ12時30分頃に帰着した。また、瑞鶴隊の一部はいったんニューブリテン島西部のスルミ基地に着陸し、燃料を補給した後13時15分ラバウルに帰着した。このY攻撃実施直前に連合軍爆撃機がラバウル空襲を敢行し、地上待機中の零戦多数が損傷している。
- 日本軍の損害　陸攻9機[104]
- 連合軍の損害　戦闘機6機[105]、中型機4機（地上撃破）、燃料集積所の火災[104]

### 4月14日 Y1、Y2攻撃

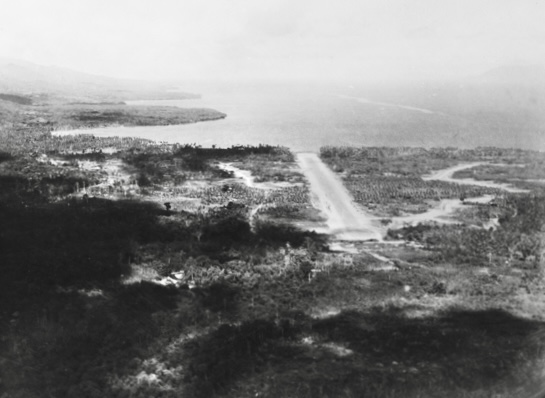
ミルン湾、1943年

4月13日、天候不良のため日本海軍は出撃を見合わせた。4月14日、ミルン湾およびラビに対する基地航空部隊の攻撃（Y1攻撃）と、同じく母艦飛行機隊の攻撃（Y2攻撃）が実施された。
部隊編成は以下の通りであった。
Y1攻撃隊
- 直掩隊　二〇四空（零戦21機）、二五三空（零戦17機）、五八二空（零戦18機）
- 攻撃隊　七〇五空（陸攻26機）、七五一空（陸攻11機）

Y2攻撃隊
- 制空隊　瑞鶴隊（零戦23機）、瑞鳳隊（零戦15機）
- 攻撃隊　飛鷹隊（艦爆12機）、隼鷹隊（艦爆11機）
- 直掩隊　飛鷹隊（零戦20機）、隼鷹隊（零戦17機）

攻撃隊離陸後、陸攻同士の空中衝突事故が発生し、陸攻1機が墜落、陸攻1機が損傷してラバウルに緊急着陸した。
攻撃隊は11時35分から11時50分にかけミルン湾在泊の敵艦船およびラビ東飛行場を爆撃した。Y1攻撃隊の七五一空の陸攻は泊地を爆撃したが、有効弾は与えられなかった。また、七〇二空の陸攻隊は敵戦闘機の邀撃を受け隊形が乱れ、泊地攻撃の予定を変更し、ラビ東飛行場を爆撃、数カ所を炎上させた。二航戦の艦爆隊は湾内の艦船の攻撃に成功、オランダ商船ヴァン・ヘームスケルクを至近弾により火災を生じさせ、その結果同船の貨物室は大爆発を起こし、オーストラリア掃海艇ワガの消火作業も実らず、遂に放棄されその後沈没した。その他ヴァン･オウツフールン、ゴーゴンの2隻の商船にも損害を与え、攻撃隊は15時頃に帰投した。ラビ付近の敵対空砲火は比較的少なく、連合軍のP-40、P-38戦闘約40機が日本海軍の攻撃隊を迎え撃ったが、その妨害行動もあまり執拗ではなかったという。
- 日本軍の損害　零戦4機、艦爆3機、陸攻4機[114]
- 連合軍の損害　戦闘機3機[115]、貨客船1隻大破（その後沈没）[116]。

### 作戦後
4月15日、予定計画に基づき各飛行隊は翌日のブナ攻撃の準備に入った。4月16日早朝、東部ニューギニア北岸への偵察を実施したところ、ブナ方面に敵艦船は見られなかった。このため山本長官はブナ攻撃を中止し、これをもってい号作戦の終結を下令した。また同16日、連合艦隊は第二期作戦の戦果並びに被害を報告、「ガ島方面攻撃に相次ぎニューギニア方面航空作戦に敵の意表を衝き甚大なる打撃を与え敵の反撃企図を相当防遏し得たるものと認む」と所見を出し、概ね作戦目的を達しえたものと判断した。
作戦終了後の4月17日、連合艦隊はラバウルに各部隊司令部を集め、「い号作戦」研究会を行なった。ここでは連合軍の増勢遮断と前線航空基地の整備を主題として取り上げ、山本も航空戦の成否が勝敗を決するという趣旨の訓示を行なった。また、宇垣は航空作戦に関して、偵察を徹底すること、小目標であってもこまめに攻撃すること、大型機に対する対処法や、新たな攻撃法に対する研究の促進などを希望として述べた。
「い号作戦」では、南東方面艦隊（草鹿任一中将、海兵37期）と第三艦隊（小沢治三郎中将、海兵37期）の指揮系統を調整するため、連合艦隊（司令長官山本五十六大将、参謀長宇垣纏中将、先任参謀黒島亀人大佐）が最前線のラバウルで指揮をとることになった。山本長官以下連合艦隊司令部は、トラック島の連合艦隊旗艦「武蔵」を離れ、ラバウルに進出して“い号作戦”を直接指揮する。本作戦終了後、山本は、ブーゲンビル島、ショートランド島の前線航空基地の将兵の労をねぎらうため、ラバウルからブーゲンビル島のブイン基地を経て、ショートランド島の近くにあるバラレ島基地に赴く予定を立てた。その前線視察計画は、南東方面艦隊（司令長官草鹿任一中将）と第八艦隊（司令長官鮫島具重中将）の連名で、関係方面に打電された。山本長官のブイン進出は前線視察を兼ねて現地将兵の士気高揚を狙ったものであったが、同時にソロモン諸島で苦闘を続ける日本陸軍（第17軍司令官百武晴吉陸軍中将）訪問の意味もあった。宇垣連合艦隊参謀長は第17軍司令部を訪問してガ島戦以来の戦功を労いたいと以前から考えており、山本もそれを望んでいたことも理由の一つであった。前線視察に関しては第三艦隊の小沢治三郎中将らから反対されたが、連合艦隊は予定通りの視察を決行した。
4月18日6時5分、連合艦隊司令部一行は2機の一式陸攻に分乗し、護衛の零戦6機をともなってラバウル東飛行場を発進した。小沢中将の第三艦隊司令部や二航戦司令部も、一式陸攻に分乗してラバウルを離陸、午前11時ころトラック泊地に到着してそれぞれの旗艦（瑞鶴、飛鷹）に帰艦している。
一方の連合艦隊司令部一行（陸攻2、零戦6）は7時40分頃、米陸軍のP-38戦闘機16機と空戦になる。バラレ到着を目前にして一式陸攻は2機とも撃墜され、山本長官を含む陸攻1番機乗員は全員戦死した（海軍甲事件）。指揮権継承順位により第二艦隊司令長官近藤信竹中将が臨時に連合艦隊司令長官の職務を代行し、4月21日に古賀峯一大将が連合艦隊司令長官に任命された。4月25日、古賀長官はトラック泊地の戦艦武蔵に到着して将旗を掲げる。この時点で、宇垣参謀長以下連合艦隊司令部員も多くが戦死、負傷していた。その結果、3月に軍令部より打ち出された第三段帝国海軍作戦方針に基づき、直ちに発令されるべき連合艦隊第三段作戦命令の発令が8月になり、日本海軍の作戦指導に影響を与えた。

## 戦績
|          | 巡洋艦  | 駆逐艦  | 輸送船（大中小型）     | その他の大型艦船 | その他の小型艦船                   | 航空機    |
| -------- | ------- | ------- | ---------------------- | ---------------- | ---------------------------------- | --------- |
| 報告戦果 | 1隻撃沈 | 2隻撃沈 | 19隻沈没、8隻撃破      | なし             | なし                               | 134機撃墜 |
| 実戦果   | なし    | 1隻撃沈 | 貨物船1隻撃沈、2隻撃破 | 油槽船1隻撃沈    | コルベット艦1隻撃沈、掃海艇1隻撃破 | 25機喪失  |

|      | 準備数 | 消耗数 | 消耗度 |
| 零戦 | 206機  | 25機   | 12％   |
| 艦爆 | 81機   | 21機   | 21％   |
| 陸攻 | 83機   | 15機   | 18％   |
| ---- | ------ | ------ | ------ |

（消耗数には10月15日の空襲による被害や作戦後被弾のため廃棄された物、作戦中事故や故障など様々な要因で廃棄された機体も含むものと思われる)

## 影響

### 海軍
母艦飛行機隊は一度損耗すると再建に時間がかかるという理由から、“い号作戦”は短期間で終了したものの、母艦飛行機隊の航空機は艦戦14機、艦爆16機を自爆もしくは未帰還で失い、艦戦6機、艦爆17機が被弾した。特に母艦飛行機隊の艦爆の損耗率は三割に達し、被弾した物を加えると六割を超えていた。結局一航戦は機材と搭乗員の一部を二航戦に移し、飛行機隊再建のため日本本土に帰投する。
このため5月12日以降のアッツ島攻防戦や、6月30日以降の連合軍の中部ソロモン地域に対する反攻（ニュージョージア島の戦い）において、機動部隊を活用することができなかった。
また、基地航空部隊も、作戦直後の偵察により、ガ島周辺および東部ニューギニア北岸地域に多数の航空機、艦船の集結を認め、今後も“い号作戦”のような大規模な航空作戦の必要性を感じていたが、二十一航戦、二十六航戦ともに“い号作戦”の消耗から回復しつつ、小規模な攻撃を実施する程度で、大規模な攻勢作戦は5月の二十五航戦の再進出まで待たねばならなかった。また、草加任一の回想によれば、17日の研究会において戦闘機の実力が開戦時に比べ相当落ちていることが取り上げられており、過大な戦果報告と空戦能力の低下は、徐々に日本軍の航空作戦の問題になり始めていた。こうした犠牲を払いながらも、今回の作戦により連合軍側も7日のX攻撃によって連合軍の北上作戦が10日間延期されている。
4月3日のカビエン空襲で大破した重巡青葉は、軽巡川内に曳航されて4月25日にトラック泊地に到着した。

### 陸軍
今回の作戦についての連絡は、現地の第8方面軍には3月12日に、参謀本部には同18日に正式に伝えられていたが、海軍の航空作戦に呼応して、積極的な航空作戦や大規模な船団輸送を実施するような機運にはならず、中央も現地も傍観的な態度であったという。これに関して『戦史叢書66、大本営陸軍部〈6〉』では「なぜ陸海軍航空隊による統一作戦・航空撃滅戦が実施できなかったのか？」と指摘している。3月の時点で杉山元参謀総長は南東方面陸海軍航空指揮の統一運用を唱え、3月22日の南東方面陸海軍中央協定でも「航空作戦ノ指導ニ方リテハ特ニ陸海軍航空戦力ノ統合発揮ニ努ム」と指示されている。4月初め、天皇は参謀総長に「海軍はソロモンやモレスビー方面に大規模の航空作戦を行なうというが、陸軍はいかにするか」と暗に陸海軍の協同作戦について注意を促した。4月11日、天皇からも“い号作戦”に関連して陸軍の作戦指導に関する質問がなされた。そのため参謀本部では現地第8方面軍に対して、12日には補給の現状と今後の見通しについての問い合わせが、14日には海軍の航空作戦に呼応して積極的に輸送作戦を実施するよう督促が発せられた。中央の指示に対しラバウルの第8方面軍では、ニューギニア方面の輸送計画に関して海軍側と困難な折衝を続けていたいきさつもあり、方面軍参謀の井本熊男はそれまでの中央の現地に対する無理解への不満も相まって、中央からの神経質な干渉に相当な苛立ちを感じていた。ただ現実問題として、当時積極的な航空作戦を実施できるほど陸軍の航空戦力が充実していなかったことは井本自身も認めている。当時の南東方面はもはや航空援護無しに輸送作戦を実施することはありえない情勢であったため、事は簡単ではなかった。
また、この当時の南東方面に展開していた陸軍航空部隊である第6飛行師団の3月20日頃の実働戦力は、一式戦闘機50機、九九式双発軽爆撃機16機、九七式重爆撃機17機、一〇〇式司令部偵察機3機の合計87機であり、これは部隊定数の60％に過ぎず、この頃の第六飛行師団はもっぱらブナ、オロ湾方面への夜間爆撃と、輸送部隊の船団護衛に従事する程度の活動に甘んじていた。それでもこの作戦中にソロモン方面、ニューギニア方面への輸送は数回実施されており、この時期の同方面への輸送船団が航空機による妨害を受けないことはまれであったが、X攻撃直後の4月8日のムンダ輸送は連合軍の妨害を受けることなく成功し、この後始まる中部ソロモンの防衛の一助となった。
第8方面軍も“い号作戦”によってムンダ、サラモア方面の連合軍の活動が低下したことを認めている。とはいえ、作戦実施期間の関係でその効果が現れた期間は短く、陸軍側には物足りないという思いが残った。

## 評価
作戦終了時、連合艦隊は、「ガ島方面攻撃に相次ぎニューギニア方面航空作戦に敵の意表を衝き甚大なる打撃を与え敵の反撃企図を相当防遏し得たるものと認む」と所見を出し、概ね作戦目的を達しえたものと判断している。
この作戦の問題点としては、戦果に比して日本の被害が大きいことが挙げられ、参加部隊の機材の損失、搭乗員の質の低下といった航空戦力の低下を招いたことが批判される。戦死者も、戦闘機搭乗員のみの比較でも日本側の15名に対し連合軍側は3名と少なかった。こういった結果は予測できたものとして、計画者の山本五十六長官を批判する意見もある。
当時のアメリカ太平洋艦隊司令長官のチェスター・ニミッツは、「山本長官は戦勢の悪化に驚き、連合国計画の撹乱を意図した全面航空攻勢作戦を指揮するため、自らラバウルに出発した。第三艦隊（空母部隊）から派遣した約200機と、陸上基地の海軍機100機をもって、彼は戦争中もっとも強力な日本航空部隊を編成、まず最初に、アイアンボトム水道における船舶を、次いで、東部ニューギニアの目標に攻撃を加えた。この結果はけっして小さくなかった。駆逐艦1隻、コルペット艦1隻、給油艦1隻、輸送船2隻を撃沈し、25機の連合軍飛行機を破壊した。しかし、日本は40機の犠牲を出し、空母の第一線搭乗員の大きな損失は、日本の空母部隊の戦力をこれまで以上に大きく低下させたのである。」と評している。戦後GHQによって作成された「マッカーサー・レポート」には「航空攻撃の非常に有効な結果にもかかわらず、日本海軍航空隊は大規模な航空攻撃を継続する能力を持っていなかった」と評価をしている。連合国軍最高司令官総司令部参謀第2部長チャールズ・ウィロビーは「広く分散していた三つの目標に飛行隊を分けた結果、その攻撃は徹底さを欠いていた」と評している（「三つの目標」とは当時マッカーサーが担当していた戦区である東部ニューギニア方面へのY攻撃を指すと思われる）。サミュエル・エリオット・モリソンは、4月7日のX攻撃については「アメリカ軍の攻勢準備のスケジュールを約10日間遅滞せしめた」と記し、また11日以降に始まるY攻撃に関しては「艦砲射撃のない航空戦力は航空支援のない艦艇と同様に効果がないことを証明した」 と両航空作戦を評価している。